# История Анкориджа
Первоначально Анкоридж был основан как палаточный лагерь близ устья Шип-Крик в 1914 году. Планировалось расширить город к береговой линии на юг. В течение первых десятилетий Анкоридж был одним из железнодорожных центров строящихся дорог. Его стратегическое расположение на севере США сопутствовало быстрому росту числа военных объектов в годы Второй Мировой войны. Это сильно сказалось на внешнем облике. С 1940 года население Анкориджа постоянно растёт, ко всему прочему, из-за разработки ресурсов и полезных ископаемых. Землетрясение 1964 года нанесло значительный ущерб многим районам и самому центру. Но разрушенную часть восстановили, и теперь это самый большой по площади и населению город Аляски, достаточно крупный по американским меркам транспортный и железнодорожный узел с развитой инфраструктурой.

## Предыстория
Российское представительство на Аляске было установлено в начале XIX века, но даже к середине этого столетия из-за удалённости от промышленных центров империи и последствий Крымской войны 1853—1856 годов русское присутствие там было хотя и стабильным, но немногочисленным.
В 1867 году государственный секретарь США Уильям Генри Сьюард заключил сделку о покупке Аляски у Российской империи за 7,2 миллиона долларов (в расчёте примерно 2 цента за акр). В свете разрухи, вызванной Гражданской войной Севера против Юга 1861—1865 годов и трудностей последовавшего за ней периода «Реконструкции», сделка была саркастично названа политиками, журналистами и простым народом «провалом Сьюарда», «безумием Сьюарда» и «морозилкой Сьюарда».
Однако уже в 1888 году было найдено золото у Тернагейн Арм. В 1896 году после открытия богатых месторождений на реке Клондайк началась «золотая лихорадка», а уже в 1912 году Аляска официально стала одной из территорий США.

## Начало развития и Вторая Мировая война
Между 1930 и 1950 годами очень важное значение приобрёл воздушный транспорт. В 1930 году, взлётно-посадочное поле «Меррилл» заменило првоночальную «Парк Стрип» полосу в городе. К середине 1930-х годов, аэропорт «Мерилл Филд» стал одним из самых оживлённых гражданских аэропортов в Соединенных Штатах. 10 декабря 1951 года был открыт Международный аэропорт Анкориджа с рейсами в Европу и Азию.
Начиная с 1940-х годов, военное присутствие США на Аляске было также значительно расширено. Были построена военно-воздушная база «Эльмендорф-Ричардсон». В это время Анкоридж стал штаб-квартирой аляскинского[какого?] военного командования. Крупные инвестиции были сделаны во время Второй мировой войны, в связи с угрозой японского вторжения, и продолжились в 1950-е из-за Холодной войны.
В этот период Анкоридж начал принимать очертания крупного города. В период между 1940 и 1951 годами население Анкориджа увеличилось с 3000 человек до 47 000 жителей. Преступность и цены на товары в городе также выросли. В 1949 году были установлены первые светофоры на Четвёртой авеню. В 1951 году было открыто шоссе Сьюард. KTVA, первая телевизионная городская станция, начала вещание в 1953 году. В 1954 году был образован курорт «Аляска».
3 января 1959 года Аляска стала 49 штатом США. Поток людей, хлынувший на новую территорию, заставил властей провести строительство жилья и расширения границ поселения. В январе 1964 года Анкоридж стал городом и городским округом.
Также город несколько раз пытался стать хозяином Зимних олимпийских игр, но безуспешно.

## Разрушения от землетрясения 1964 года

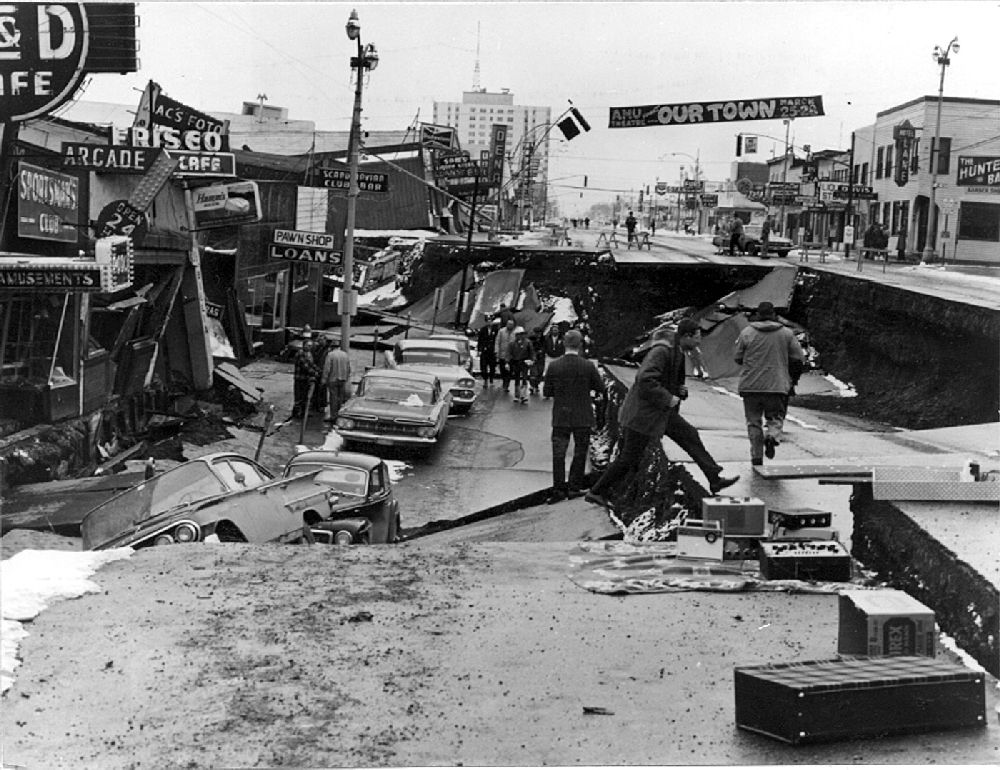
Разрушения в Анкоридже, 1964 год

27 марта 1964 года в Страстную пятницу Анкоридж был серьёзно разрушен от мощнейшего землетрясения за всю историю наблюдения в Северной Америке, магнитудой 9,2. Город располагался всего лишь в 120 км от эпицентра. Погибло 115 человек и нанесён ущерб в 300 миллионов долларов (1,8 миллиарда по курсу 2007 года). Землетрясение было вторым по мощности в истории человечества. Анкоридж восстановили к концу 1960-х.

## Восстановление и нефтяной бум 1965—1999

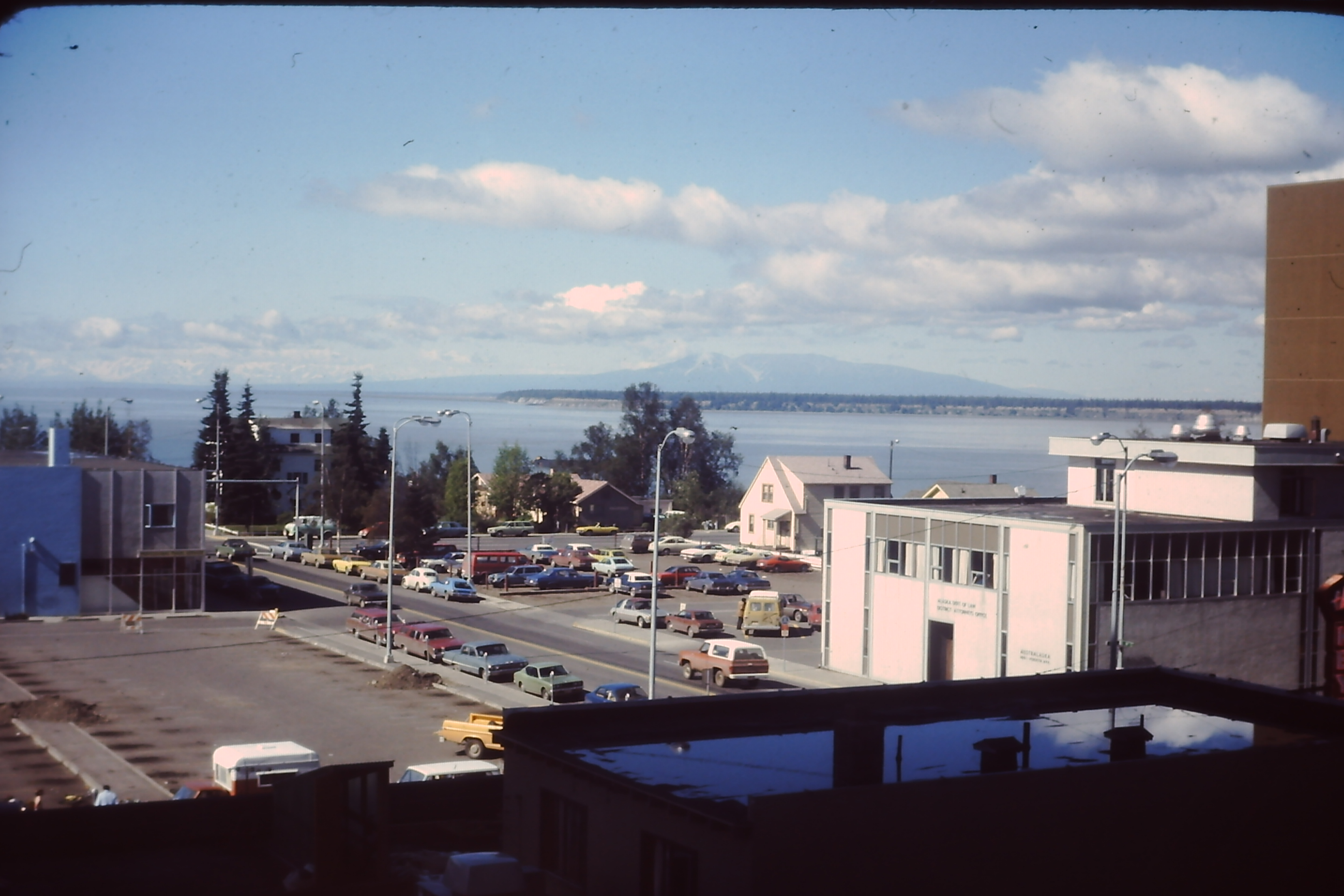
Вид из окна отеля «Капитан Кук», 1976 год

В 1968 году была обнаружена нефть в заливе Прудо в Арктике. В 1969 году её продажа принесла миллиарды долларов в государственный бюджет. В 1974 году началось строительство Транс-Аляскинского трубопроводной системы. Строительство газопровода было завершено в 1977 году ценой более $ 8 миллиардов. Открытие нефти и строительство трубопроводов явились настоящим бумом. В Анкоридже был создан штаб нефтедобычи на Аляске. Международный аэропорт Анкоридж также быстро увеличивался, а сам город приобрёл звание «Воздушный перекрёсток мира», благодаря своему уникальному географическому положению.

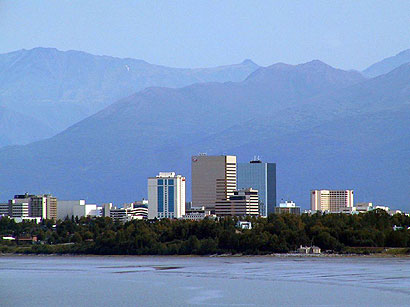
Анкоридж сегодня

В 1975 году город и район объединены; образовано единое правительство. Кроме того, в этом объединении были Игл-Ривер, Эклутна, Гирдвуд, Глен-Альпы, и ряд других. Новая территория стала официально называться муниципалитет Анкоридж. К 1980 году численность населения Анкориджа возросла до 184 775 человек.
В 1980-х начался полномасштабный расцвет города. Большие капиталовложения, скоростные программы благоустройства развили инфраструктуру и значительно повысили уровень жизни. Были открыты новая библиотека, гражданский центр, дом искусства и т. д. Однако, в конце десятилетия спад цен на энергоресурсы ударил по экономическому развитию данного региона.
В 1999 году открыт Центр наследия Аляски.

## Настоящее время
8 июля 2000 года аэропорт был переименован в «Международный аэропорт Анкориджа Теда Стивенса» в честь сенатора Соединённых Штатов. Вокруг города по-прежнему много неосвоенных территорий с большим количеством охраняемых объектов.
30 ноября 2018 года в окрестностях Анкориджа произошёл ряд сейсмических толчков магнитудой 6.6-7.2. Эпицентр землетрясения находился в 11 километрах от города. Первоначальная информация о возможном цунами в дальнейшем была опровергнута. Президент США Дональд Трамп в своем официальном Twitter-аккаунте заявил, что Федеральное правительство не поскупится в помощи пострадавшим.
15 августа 2025 года в Анкоридже проходили переговоры Президента России Владимира Путина и Президента США Дональда Трампа по урегулированию украинского конфликта.